# タイ王国海軍

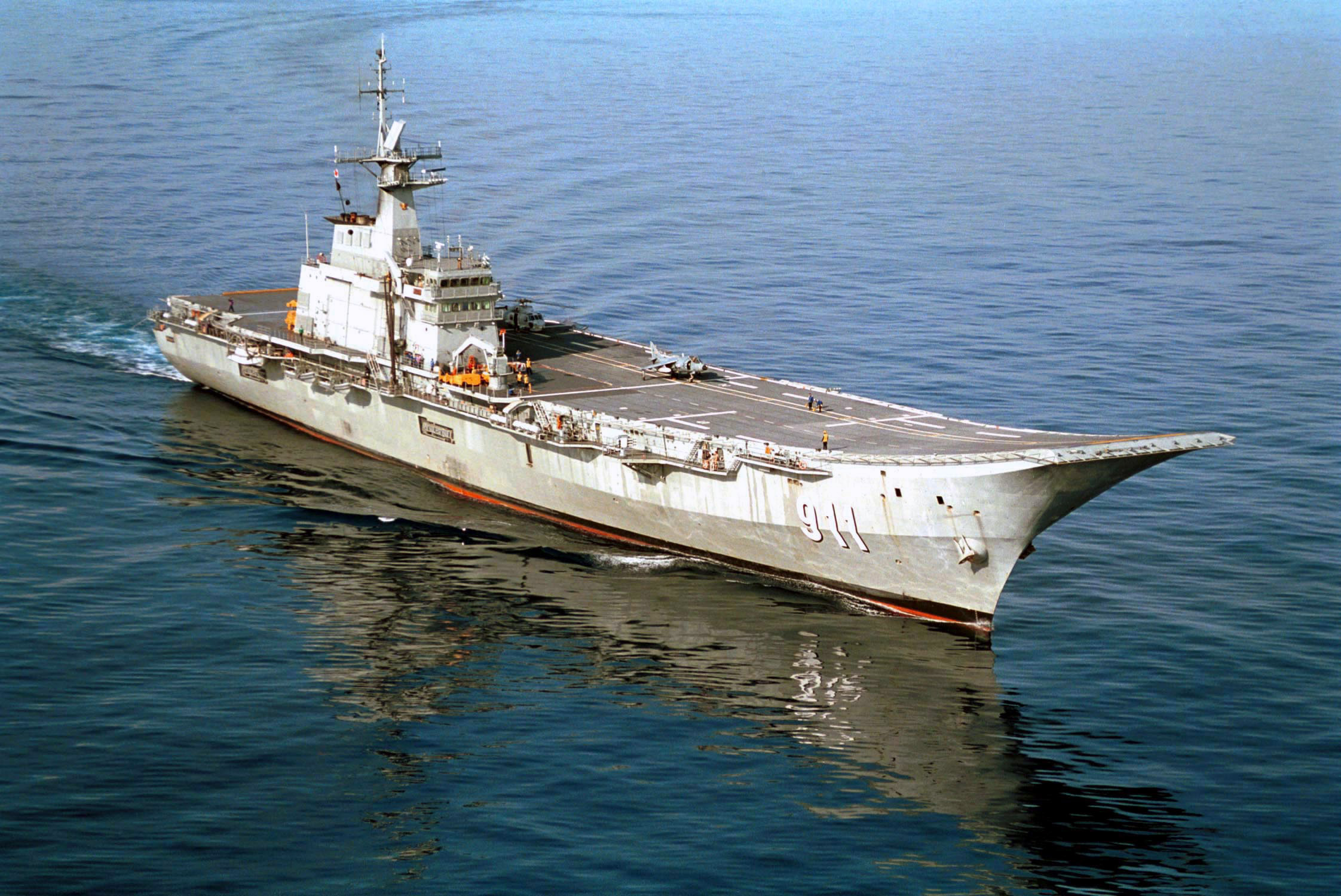
タイ王国海軍の空母「チャクリ・ナルエベト」

タイ王国海軍（タイおうこくかいぐん、タイ語: กองทัพเรือ、英語: Royal Thai Navy）は、タイ王国の海軍。
別名王立タイ海軍（おうりつタイかいぐん、タイ語: ราชนาวี）。

## 歴史

### 近代以前
タイは国の両側を水で囲まれ、貿易などによって栄えてきた。そのため、海上交通の安全を守ることは重要であり、そのための一定の海上戦力は近代以前にも保有してきた。しかしながら、近代においては周辺に植民地を構えるイギリスやフランスなどの列強諸国に対して装備に遅れをとっていた。

### 近代海軍
近代軍組織としてのタイ王国海軍は、1887年ラーマ5世が前王宮水軍と王宮水軍を統合して軍務省（タイ語: กรมยุทธนาธิการ）の下に置いた時から始まる。その後、組織増強が図られ、1910年に海軍省となる。
しかし、1931年に世界恐慌の影響を受け規模縮小され、国防省の下に編入される。1933年に名称を海軍（タイ語: กองทัพเรือ）に変更した。海軍創設に尽力したチュムポーンケートウドムサック親王は、「タイ海軍の父」と呼ばれている。

### 第二次世界大戦前後
近代海軍設立後の1930年代には、トンブリ級海防戦艦など数隻の軍艦を、タイ王国と同じく数少ないアジアの独立国であり、海軍大国である大日本帝国から購入し小規模な艦隊を編成するまでになった。
しかし、第二次世界大戦下の1940年11月23日にフランス領インドシナに駐留するフランス海軍との間に起こったタイ・フランス領インドシナ紛争中の1941年1月に起きたコーチャン島沖海戦において手痛い敗北を喫し、壊滅に近い損害を受けてしまった。
その後にタイは、日本とともに枢軸国としてイギリス軍やアメリカ軍・オーストラリア軍などの連合国軍と戦ったが、同盟国の日本軍の駐留を受け入れたことや、タイの領土がほとんど戦禍に見舞われなかったこともあり、大戦期間中はその規模を拡充することなく終戦を迎えた。

### 現代
第二次世界大戦後のタイが直面した安全保障上の問題は、内憂としては武装共産主義運動、外患としてはカンボジアやラオスにおけるベトナム軍の脅威と、いずれも陸上からのものであった。ベトナムの海軍力は極めて小さく、脅威としてはおおむね無視できる程度であったことから、タイ王国軍のなかで海軍の地位は低いものとされていた。軍事予算の大部分は陸軍が獲得し、ついで空軍が戦闘機など高価なプロジェクトのため配分を受け、海軍予算は老朽化する艦艇の更新すらままならない程度であった。
しかし1980年代後半に入ると、タイ国共産党の弱体化やベトナム軍のラオス・カンボジアからの撤退によって陸上からの脅威が減少する一方、国連海洋法条約採択によって200海里の排他的経済水域（EEZ）が制定されたのを受けて、南シナ海でも海洋権益を巡る紛争が顕在化した。この情勢を受けて、地域において主要な役割を担いうる海軍部隊の整備が国家の関心事となり、そのための予算が配分されるようになった。
現代のタイ海軍は空母やフリゲートなどの戦力を有する、東南アジアでは有数の戦力を有する海軍となっている。現在ではスペインやアメリカ・中国から購入した艦船をもって運営している。
また、アメリカ海軍との結びつきも強く、米海軍とタイ海軍は毎年、海上協力即応訓練（CARAT）を実施している。この訓練は、シンガポール・タイ・マレーシア・インドネシア・ブルネイ・フィリピンと順繰りで行われるアメリカ軍の2ヶ国間合同訓練である。
2012年、タイ海軍では2010年以降の退役が決定されたドイツ海軍の206A型潜水艦6隻の導入が計画されたが、インラック政権下で却下された。
2015年7月、タイ海軍は中国から元型潜水艦を3隻購入すると発表したが、アメリカ政府の圧力などにより、この時は事実上断念した。その後の2017年1月、タイ海軍が中国海軍の元型を再度導入する計画が明らかになり、4月には同型１隻を購入する事をタイ政府は閣議決定した。購入するのは元型の対外輸出バージョン「S26T」通常動力型で、中国から2026年までに合計３隻購入することで基本合意しているという。

## 組織

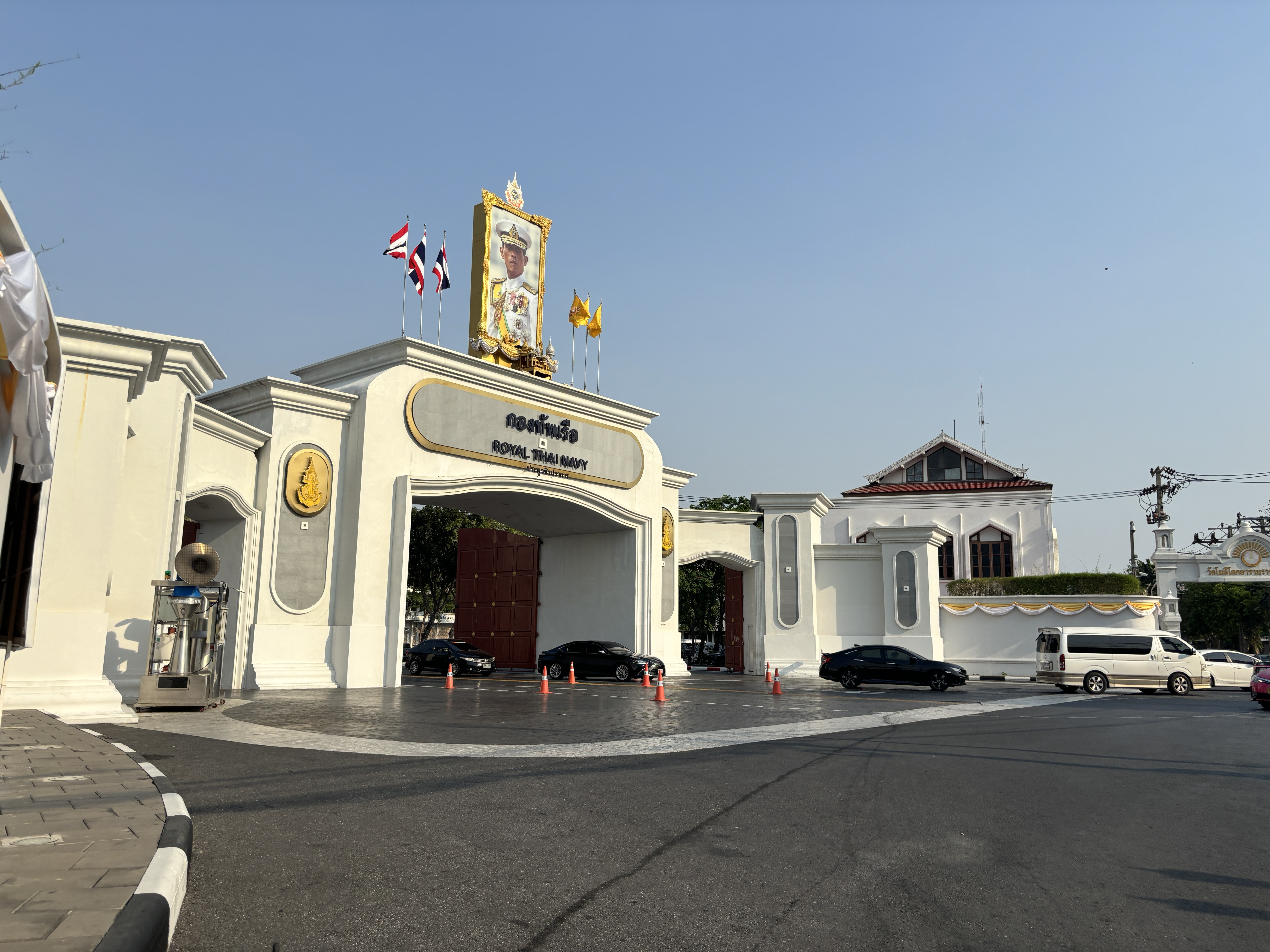
王立タイ海軍本部

現在の海軍は国防省に属する。組織構造はアメリカ海軍に近似しており、艦隊と海兵隊から成る。
海軍本部はバンコクの宮殿の中にあるが、艦隊司令部はチョンブリー県サッタヒープにあり、潜水艦部隊司令部もサッタヒープ海軍基地内にある。
海兵隊は3海軍作戦地域に分散配備されており、第一作戦区域：タイランド湾東岸、第二作戦区域：タイランド湾西岸、第三作戦区域：アンダマン海沿岸（インド洋）となっている。
さらに、2部隊の海軍航空隊を所有しており、第一航空隊をウタパオ海軍飛行場に、第二航空隊をソンクラー海軍基地の2箇所に配備している。

## 装備

### 艦船
『Jane's Fighting Ships 2011-2012』より。

#### 通常動力型潜水艦
- 元型潜水艦×0（3隻調達構想中）

#### 航空母艦
- チャクリ・ナルエベト（911 Chakri Naruebet） - 1997年就役

#### フリゲート
- プーミポン・アドゥンヤデート級×1（韓国に2隻発注、1隻計画中）
  - プーミポン・アドゥンヤデート（471 Bhumibol Adulyadej） - 2019年就役
- ナレースワン級（F25T型）×2
  - ナレースワン（421 Naresuan） - 1994年就役
  - タークシン（422 Taksin） - 1995年就役
- チャオプラヤー級（053HT/HT(H)）型×4
  - チャオプラヤー（455 Chao Phraya） - 1991年就役
  - バンパコン（456 Bangpakong） - 1991年就役
  - クラブリ（457 Kraburi） - 1992年就役
  - サイブリ（458 Saiburi） - 1992年就役
- 旧・米ノックス級×2
  - プッタヨートファー・チュラーローク（461 Phuttha Yotfa Chulalok） - 1994年再就役
  - プッタルート・ラーンパーライ（462 Phuttha Loetla Naphalai） - 1996年再就役

#### コルベット
- ラッタナコーシン級×2
  - ラッタナコーシン（441 Rattanakosin） - 1986年就役
  - スコータイ（442 Sukhothai） - 1987年就役（2022年沈没により事実上喪失[4]）
- カムロンシン級×3
  - カムロンシン（531 Khamronsin） - 1992年就役
  - タイアンチョン（532 Thayanchon） - 1992年就役
  - ロンロム（533 Longlom） - 1992年就役
- タピ級 (米PF-103級)×2
  - タピ（431 Tapi） - 1971年就役
  - キリラット（432 Khirirat） - 1974年就役

#### 哨戒艦
- ホアヒン級×3
  - ホアヒン（541 Hua Hin） - 2000年就役
  - クレーン（542 Klaeng） - 2001年就役
  - シーラーチャー（543 Si Racha） - 2001年就役
- パッターニー級（英語版）×2
  - パッターニー（511 Pattani） - 2005年就役
  - ナラーティワート（512 Narathiwat） - 2006年就役
- クラビ級×2
  - クラビ（英語版）（551 Krabi） - 2013年就役[5]
  - プラチュワップキーリーカン （552 Prachuap Khiri Khan） - 2019年就役[5]

#### ミサイル艇
- ラチャリット級×3
  - ラチャリット（321 Ratcharit） - 1979年就役
  - ウィッタヤコーン（322 Witthayakhom） - 1979年就役
  - ウドムデット（323 Udomdet） - 1980年就役
- プラブラパク級×3
  - プラブラパク（311 Prabparapak） - 1976年就役
  - ハナク・サットル（312 Hanhak Sattru） - 1976年就役
  - サファーリン（313 Suphairin） - 1977年就役

#### 砲艇
- チョンブリー級×3
  - チョンブリー（331 Chon Buri） - 1983年就役
  - ソンクラー（332 Songkhla） - 1983年就役
  - プーケット（333 Phuket） - 1984年就役

#### 哨戒艇
- PSMM Mk.5型×6
  - サッタヒープ（521 Sattahip） - 1983年就役
  - クローン・ヤーイ（522 Khlong Yai） - 1984年就役
  - タクバイ（523 Tak Bai） - 1984年就役
  - カンタン（524 Kantang） - 1985年就役
  - テーパー（525 Thepha） - 1986年就役
  - タイムアン（526 Taimuang） - 1986年就役
- T81級×3
  - T81-83
- PGM-71型
  - T11-19
  - T110
- T91級×9
  - T91-99
- T991級×3（3隻建造中・3隻計画中）
  - T991-993 - 2007年就役
  - T994-996 - 2012年就役予定
- SWIFT型×9
  - T21-29
- T213級×13
  - T213-214
  - T216-226
- T227
- PBR Mk.2型×13
- SEA SPECTRE Mk.3型×3
  - T210-212

#### 高速艇
- SEAL ASSAULT CRAFT×3
  - T242
  - 他2隻
- ASSAULT BOAT×90
- P51級×4
  - P51-54

#### ドック型輸送揚陸艦
- アントン（791 Angthong） - 2012年就役

#### 戦車揚陸艦
- ノーマッド級×2
  - シーチャン（721 Sichang） - 1987年就役
  - スリン（722 Surin） - 1988年就役
- 旧・米LST-1級×4
  - チャーン（712 Chang） - 1962年再就役
  - パンガン（713 Pangan） - 1966年再就役
  - ランター（714 Lanta） - 1973年再就役
  - パンサン（715 Prathong） - 1975年再就役

#### 汎用揚陸艇
- 新型×0（2隻建造中）
- マンノーク級×3
  - マンノーク（781 Man Nok） - 2001年就役
  - マンクラーン（782 Man Klang） - 2001年就役
  - マンナイ（783 Man Nai） - 2001年就役
- トーンケーオ級×4
  - トーンケーオ（771 Thong Kaeo） - 1982年就役
  - トーンラーン（772 Thong Lang） - 1983年就役
  - ワンノック（773 Wang Nok） - 1983年就役
  - ワンナイ（774 Wang Nai） - 1983年就役
- マタフォン級×6
  - マタフォン（761 Mataphon）
  - ラウィ（762 Rawi）
  - アダン（763 Adang）
  - ペートラー（764 Phetra）
  - コラム（765 Kolam）
  - タリボン（766 Talibong）
- 新型×0（1隻建造中）

#### 歩兵揚陸艦
- LSIL351級×2
  - プラブ（741 Prab）
  - サタカット（742 Satakut）

#### 中型揚陸艇
- 旧・米艦×24

#### 車両兵員揚陸艇
- 旧・米艦×12
- 新型×0（1隻建造中）

#### 強襲揚陸艇
- 各型×4

#### エアクッション型揚陸艇
- GRIFFON 1000TD型×3
  - 401-403

#### 掃海艦
- タラーン（621 Thalang） - 1980年就役

#### 機雷掃討艇
- ラットヤー級×2
  - ラットヤー（633 Lat Ya） - 1999年就役
  - ターディンデーン（634 Tha Din Daeng） - 1999年就役
- バーンラチャン級×2
  - バーンラチャン（631 Bang Rachan） - 1987年就役
  - ノンサライ（632 Nongsarai） - 1987年就役

#### 沿岸掃海艇
- 旧・米ブルーバード級×2
  - バンゲコ（612 Bangkeo） - 1992年再就役
  - ドンチェディ（613 Donchedi） - 1995年再就役

#### 掃海ボート
- 旧・米艦×5
  - MLM6-10
- MSB11級×7
  - MSB11-17

#### 測量艦
- チャンタラ（811 Chanthara） - 1961年就役
- プルハットサボーディ（813 Pharuehatsabodi） - 2008年就役

#### 海洋観測艦
- サク（812 Suk） - 1982年就役

#### 練習艦
- ヤーロー型×1
  - マクットラジャクマーン（433 Makut Rajakumarn） - 1973年就役
- 旧・米キャノン級護衛駆逐艦×1
  - ピンクラオ（413 Pin Klao） - 1959年再就役
- 旧・英アルジェリン級護衛艦（英語版）×1
  - フォサムトン（611 Phosamton） - 1947年再就役

#### 給油艦
- 中R22T型×1
  - シミラン（871 Similan） - 1996年就役
- キュラ（831 Chula） - 1980年就役

#### 港内タンカー
- 各型×5
  - サムイ（832 Samui）
  - プロン（833 Prong）
  - プロエット（834 Proet）
  - サメット（835 Samed）
  - チック（842 Chik）

#### 給水艦
- チャング（841 Chuang） - 1965年就役

#### 運送船
- クレッグケオ（861 Kled Keo） - 1948年就役

#### 設標艦
- スリヤー（821 Suriya） - 1979年就役

#### 曳船
- リン級×2
  - リン（853 Rin）
  - ラング（854 Rang）
- セムサン級×2
  - セムサン（855 Samaesan）
  - リート（856 Raet）

#### 港内曳船
- YTL422型×2
  - クレーンバダーン（851 Klueng Badaan）
  - マーンバイチャル（852 Marn Vichai）

### 航空機
『Jane's Fighting Ships 2011-2012』より。

#### 固定翼機
- AV-8A ハリアー×7
- TAV-8A ハリアー×2
- P-3T オライオン×2
- UP-3T オライオン×1
- A-7E コルセアII×13
- TA-7E コルセアII×4
- F27 マリタイム200ME×3
- F27 マリタイム400M×2
- N24A サーチマスターB×5
- ドルニエ 228×7
- カナディア CL-215×2
- サミット T-337SP/G（英語版）×7/2
- ERJ-135LR×2

#### 回転翼機
- ベル 212×4
- ベル 214ST×4
- アグスタウェストランド スーパーリンクス300×2
- S-70B7 シーホーク×7
- S-76B×4

#### 無人機
- カムコプター S-100（英語版）[6]